# حاجب العیون (تونس)
حاجب العیون (به عربی: حاجب العیون) یک منطقهٔ مسکونی در تونس است که در استان قیروان واقع شده‌است. حاجب العیون ۱۰٬۶۳۱ نفر جمعیت دارد و ۱۵۰ متر بالاتر از سطح دریا واقع شده‌است.